# Open de Grande-Bretagne de snooker 2021
L'Open de Grande-Bretagne 2021 est un tournoi de snooker classé comptant pour la saison 2021-2022.
L'épreuve se tient du 16 août 2021 au 22 août 2021 à la Morningside Arena de Leicester, en Angleterre. Elle est organisée par la WPBSA.

## Déroulement

### Contexte avant le tournoi
- Le tournoi fait son retour au calendrier après dix-sept années d'absence[1]. Le tenant du titre est John Higgins, il s'était imposé en 2004 contre son compatriote Stephen Maguire 9-6 en finale[2].

- Un tirage au sort est effectué pour chaque tour, de sorte que les têtes de série peuvent s'affronter dès leurs premiers matchs[3]. C'est le cas de Mark Selby et de Shaun Murphy qui se rencontrent dès le premier tour, pour un remake de la finale du Championnat du monde[4]. Le format du tournoi ne fait toutefois pas l'unanimité parmi les joueurs, puisque les matchs des quatre premiers tours se déroulent au meilleur des cinq manches, un format assez court.

### Faits marquants
- Lors de sa toute première manche du tournoi, John Higgins réalise un break maximum, le 12e de sa carrière[5].
- Ali Carter effectue lui aussi un break de 147 points lors du 4e tour, mais il perd son match face à Slessor[6].
- Au premier tour, la joueuse Reanne Evans a créé la polémique en refusant de serrer de Mark Allen, son ancien conjoint avec qui elle a eu une fille[7]. Allen ressort victorieux de ce match à l'ambiance électrique, sur le score de 3 manches à 2.
- La finale voit s'opposer Mark Williams et Gary Wilson, ce dernier disputant sa deuxième finale en tournoi classé. Le match est équilibré à 2-2 à la mid-session puis à 4-4, avant que Williams ne s'impose sur le score de 6 manches à 4. Le gallois remporte ainsi l'Open de Grande-Bretagne pour la deuxième fois après son succès en 1997, constituant son 24e titre en carrière[8].

## Dotation
La répartition des prix est la suivante :
- Vainqueur : 100 000 £
- Finaliste : 45 000 £
- Demi-finalistes : 20 000 £
- Quart de finalistes : 12 000 £
- 8es de finalistes : 7 000 £
- 16es de finalistes : 5 000 £
- 32es de finalistes : 3 000 £
- Meilleur break : 5 000 £

Dotation totale : 470 000 £

## Tableau

### 1ertour
Les matchs sont disputés au meilleur des cinq manches.
| - Iulian Boiko 2–3 Anthony Hamilton - Robbie Williams 3–1 Sunny Akani - Anthony McGill 1–3 Zhao Jianbo - Ashley Hugill 3–2 Kyren Wilson - David Grace 3–2 Ng On-yee - Ian Burns 3–1 Michael White - Lu Ning 3–1 Igor Figueiredo - Matthew Selt 3–2 Thepchaiya Un-Nooh - Lee Walker 3–1 Sanderson Lam - Barry Hawkins 2–3 Luca Brecel - Elliot Slessor 3–1 Peter Devlin - Stuart Carrington 0–3 Liam Highfield - Steven Hallworth 2–3 Joe O'Connor - Dominic Dale 3–0 Xiao Guodong - Li Hang 3–0 Sam Craigie - Lukas Kleckers 3–2 Yan Bingtao - Zak Surety 0–3 Ken Doherty - Zhou Yuelong 3–2 Tom Ford - James Cahill 2–3 Ricky Walden - Xu Si 3–2 Fan Zhengyi - Gerard Greene 2–3 Martin O'Donnell - Zhang Anda 1–3 John Astley - Liang Wenbo 3–1 Simon Lichtenberg - Wu Yize 3–0 Fraser Patrick - Fergal O'Brien 0–3 Gary Wilson - Andy Hicks 3–1 Chang Bingyu - Michael Holt 2–3 Mark Davis - Jimmy Roberton 3–0 Mark Joyce - Dean Young 0–3 Scott Donaldson - Jamie Jones 1–3 Hossein Vafaei - Duane Jones 3–1 Nigel Bond - Zhao Xintong 2–3 Cao Yupeng | - Mark Williams 3–0 Tian Pengfei - Jamie Wilson 1–3 Mark King - Joe Perry 2–3 Ben Hancorn - Alexander Ursenbacher 1–3 John Higgins - Jamie Clarke 0–3 Pang Junxu - Michael Georgiou 3–0 Soheil Vahedi - Yuan Sijun 2–3 Louis Heathcote - Zhang Jiankang 3–1 Peter Lines - Mitchell Mann 2–3 Judd Trump - Michael Judge 1–3 Andrew Pagett - Ross Muir 3–2 Ryan Day - Ben Woollaston 2–3 Hammad Miah - Mark Selby 3–2 Shaun Murphy - Stuart Bingham 3–1 Robert Milkins - Mark Allen 3–2 Reanne Evans - Sean Maddocks 0–3 Noppon Saengkham - Ashley Carty 0–3 Bai Langning - Andrew Higginson 2–3 Jordan Brown - Rory McLeod w/o–w/d Kurt Maflin - Alfie Burden 1–3 Allan Taylor - Aaron Hill 0–3 Jimmy White - David Gilbert 3–0 Matthew Stevens - Si Jiahui 0–3 Oliver Lines - Stephen Maguire 3–0 Jackson Page - Graeme Dott 1–3 Martin Gould - Dylan Emery 3–2 Gao Yang - Chen Zifan 3–0 Farakh Ajaib - David Lilley 3–1 Craig Steadman - Chris Wakelin 2–3 Stephen Hendry - Ali Carter 3–2 Lei Peifan - Jack Lisowski 2–3 Barry Pinches - Jak Jones 3–2 Lyu Haotian |

### 32esde finale
Les matchs sont disputés au meilleur des cinq manches.
| - Ricky Walden 3–1 Robbie Williams - Xu Si 3–0 Barry Pinches - Joe O'Connor 3–1 Ken Doherty - Hossein Vafaei 3–2 Mark Allen - Ian Burns 0–3 Duane Jones - Stuart Bingham 1–3 Judd Trump - Noppon Saengkham 2–3 Jimmy Robertson - Mark Selby 0–3 Ali Carter - Pang Junxu 3–1 Bai Langning - Martin Gould 1–3 Lu Ning - Cao Yupeng 2–3 John Higgins - Lukas Kleckers 3–2 Louis Heathcote - Rory McLeod 0–3 Ross Muir - Martin O'Donnell 2–3 Stephen Maguire - Li Hang 0–3 Zhang Jiankang - Mark Williams 3–2 Dominic Dale | - David Gilbert 3–1 John Astley - Gary Wilson 3–0 Stephen Hendry - Lee Walker 3–2 Mark King - Allan Taylor 3–0 Jimmy White - Matthew Selt 3–0 Michael Georgiou - Liam Highfield 3–2 Chen Zifan - Mark Davis 1–3 Jak Jones - Dylan Emery 2–3 Andrew Pagett - Ben Hancorn 3–2 Scott Donaldson - Liang Wenbo 1–3 Hammad Miah - Oliver Lines 3–0 David Grace - Ashley Hugill 2–3 Anthony Hamilton - Zhou Yuelong 3–0 Andy Hicks - Elliot Slessor 3–1 Wu Yize - David Lilley 0–3 Jordan Brown - Luca Brecel 3–1 Zhao Jianbo |

### 16esde finale
Les matchs sont disputés au meilleur des cinq manches.
| - Liam Highfield 0–3 Mark Williams - Judd Trump 2–3 Elliot Slessor - Allan Taylor 1–3 Ross Muir - Joe O'Connor 3–2 Anthony Hamilton - Ali Carter 3–1 Oliver Lines - Jak Jones 2–3 Hossein Vafaei - Xu Si 0–3 Gary Wilson - Zhang Jiankang 3–1 Pang Junxu | - Ben Hancorn 1–3 Lu Ning - Duane Jones 2–3 Jimmy Robertson - Matthew Selt 1–3 Zhou Yuelong - Lukas Kleckers 3–0 Lee Walker - Ricky Walden 3–1 John Higgins - Hammad Miah 3–1 Luca Brecel - Stephen Maguire 3–0 Jordan Brown - Andrew Pagett 0–3 David Gilbert |

### 8esde finale
Les matchs sont disputés au meilleur des cinq manches.
- Jimmy Robertson 3–0  Stephen Maguire
- David Gilbert 3–0  Hammad Miah
- Ali Carter 1–3  Elliot Slessor
- Ricky Walden 3–1  Ross Muir
- Lu Ning 3–0  Lukas Kleckers
- Zhang Jiankang 2–3  Mark Williams
- Joe O'Connor 2–3  Zhou Yuelong
- Hossein Vafaei 2–3  Gary Wilson

### Quarts de finale
Les matchs sont disputés au meilleur des sept manches.
- Lu Ning 2–4  Jimmy Robertson
- Zhou Yuelong 3–4  Elliot Slessor
- Mark Williams 4–3  Ricky Walden
- David Gilbert 3-4  Gary Wilson

### Demi-finales
Les matchs sont disputés au meilleur des sept manches.
- Gary Wilson 4–3  Elliot Slessor
- Jimmy Robertson 1–4  Mark Williams

### Finale
| Finale au meilleur des 11 manches Arbitre : Leo Scullion |                          |                              |
| Gary Wilson Angleterre                                   | 4 - 6 ( - )              | Mark Williams Pays de Galles |
| 1 101                                                    | Centuries Meilleur break | 2 115                        |
| Mark Williams remporte l'Open de Grande-Bretagne 2021    |                          |                              |

## Centuries
- 147, 107  Ali Carter
- 147  John Higgins
- 135, 112  David Gilbert
- 134  Zhang Anda
- 133  Yuan Sijun
- 129, 125  Elliot Slessor
- 126  Jimmy Robertson
- 124, 109  Zhou Yuelong
- 121  Hossein Vafaei
- 118, 117  Luca Brecel
- 118  Barry Hawkins
- 117  Michael Holt
- 117  Michael White
- 115, 111  Mark Williams
- 115, 101  Kyren Wilson
- 114, 106, 101, 100  Gary Wilson
- 111  Lu Ning
- 110  Anthony McGill
- 108  Wu Yize
- 107  Jordan Brown
- 104  Ian Burns
- 104  Anthony Hamilton